# Scitala coracina
Scitala coracina är en skalbaggsart som beskrevs av Britton 1987. Scitala coracina ingår i släktet Scitala och familjen Melolonthidae. Inga underarter finns listade i Catalogue of Life.